# La Ferté-Chevresis
La Ferté-Chevresis ist eine französische Gemeinde mit 521 Einwohnern (Stand: 1. Januar 2022) im Département Aisne in der Region Hauts-de-France; sie gehört zum Arrondissement Saint-Quentin und zum Kanton Ribemont. Die Einwohner werden Fertois genannt.

## Geografie
Die Gemeinde La Ferté-Chevresis liegt am Südwestrand der Thiérache, etwa 22 Kilometer südöstlich von Saint-Quentin. Das Gemeindegebiet wird vom Flüsschen Péron durchquert. Nachbargemeinden von La Ferté-Chevresis sind Pleine-Selve, Parpeville und Chevresis-Monceau im Norden, Pargny-les-Bois im Osten, Montigny-sur-Crécy im Südosten und Süden, Mesbrecourt-Richecourt im Süden, Nouvion-et-Catillon im Südwesten, Surfontaine im Westen sowie Villers-le-Sec im Nordwesten.

## Geschichte
In der ersten Hälfte des 19. Jahrhunderts wurde die Gemeinde durch die bis dahin eigenständigen Kommunen La Ferté-sur-Péron und Chevresis-lès-Dames gebildet.

### Bevölkerungsentwicklung
| Jahr                       | 1962 | 1968 | 1975 | 1982 | 1990 | 1999 | 2006 | 2012 | 2022 |
| Einwohner                  | 847  | 830  | 714  | 665  | 626  | 567  | 589  | 582  | 521  |
| Quellen: Cassini und INSEE |      |      |      |      |      |      |      |      |      |

## Sehenswürdigkeiten

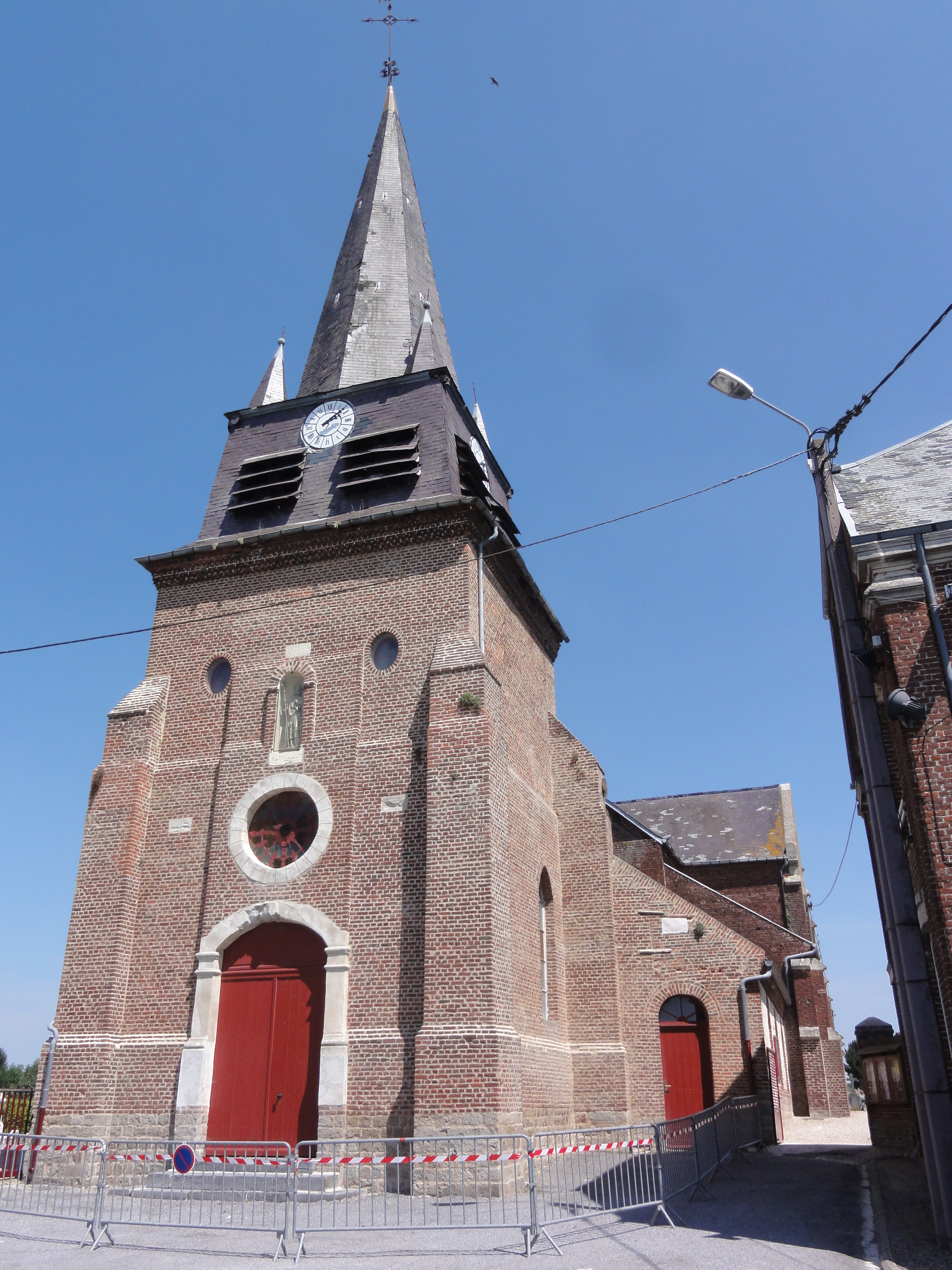
Kirche Saint-Brice
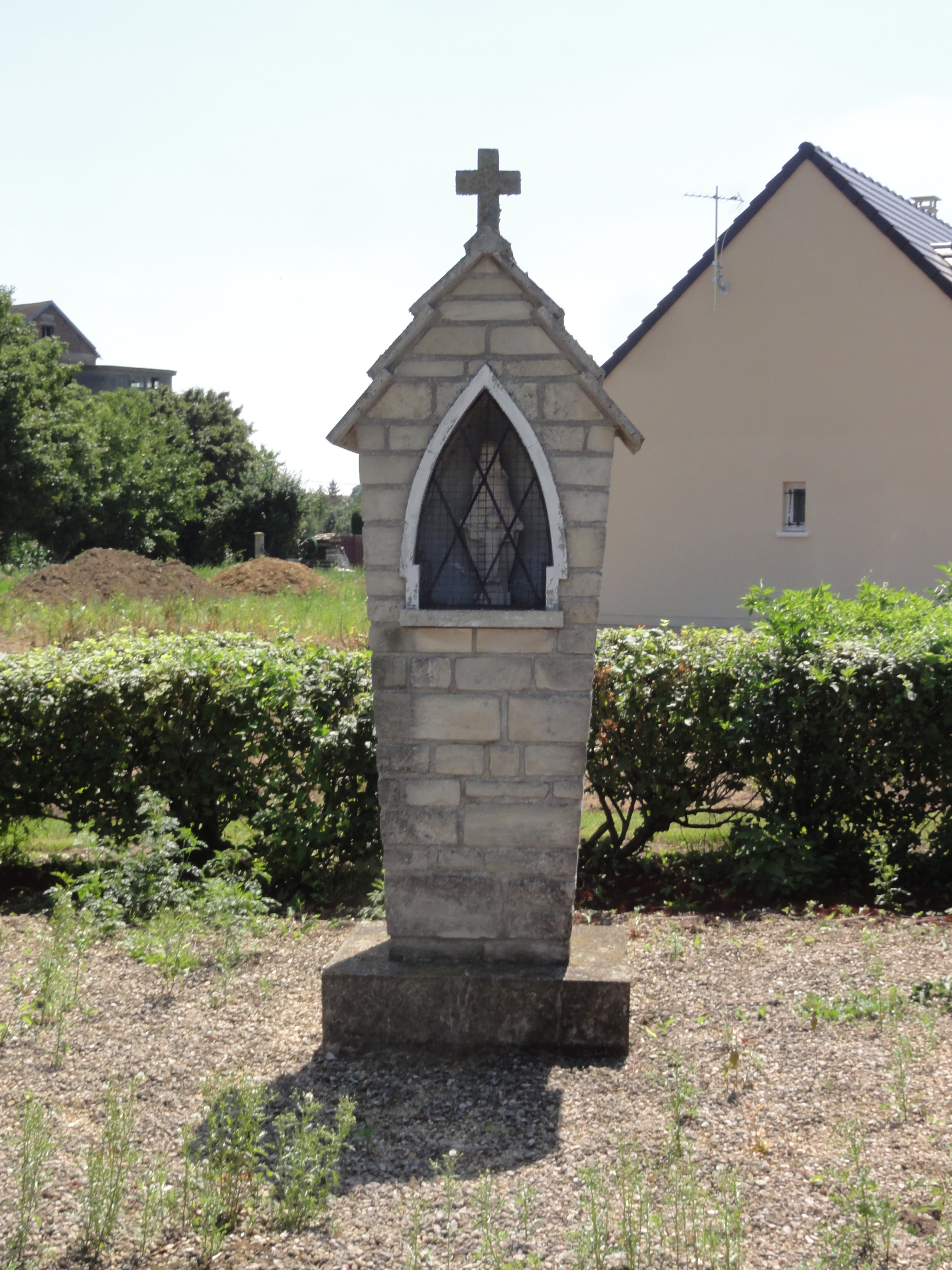
Bildstock

- Bildstock La Vierge Marie
- Calvaire
- Altes Casino
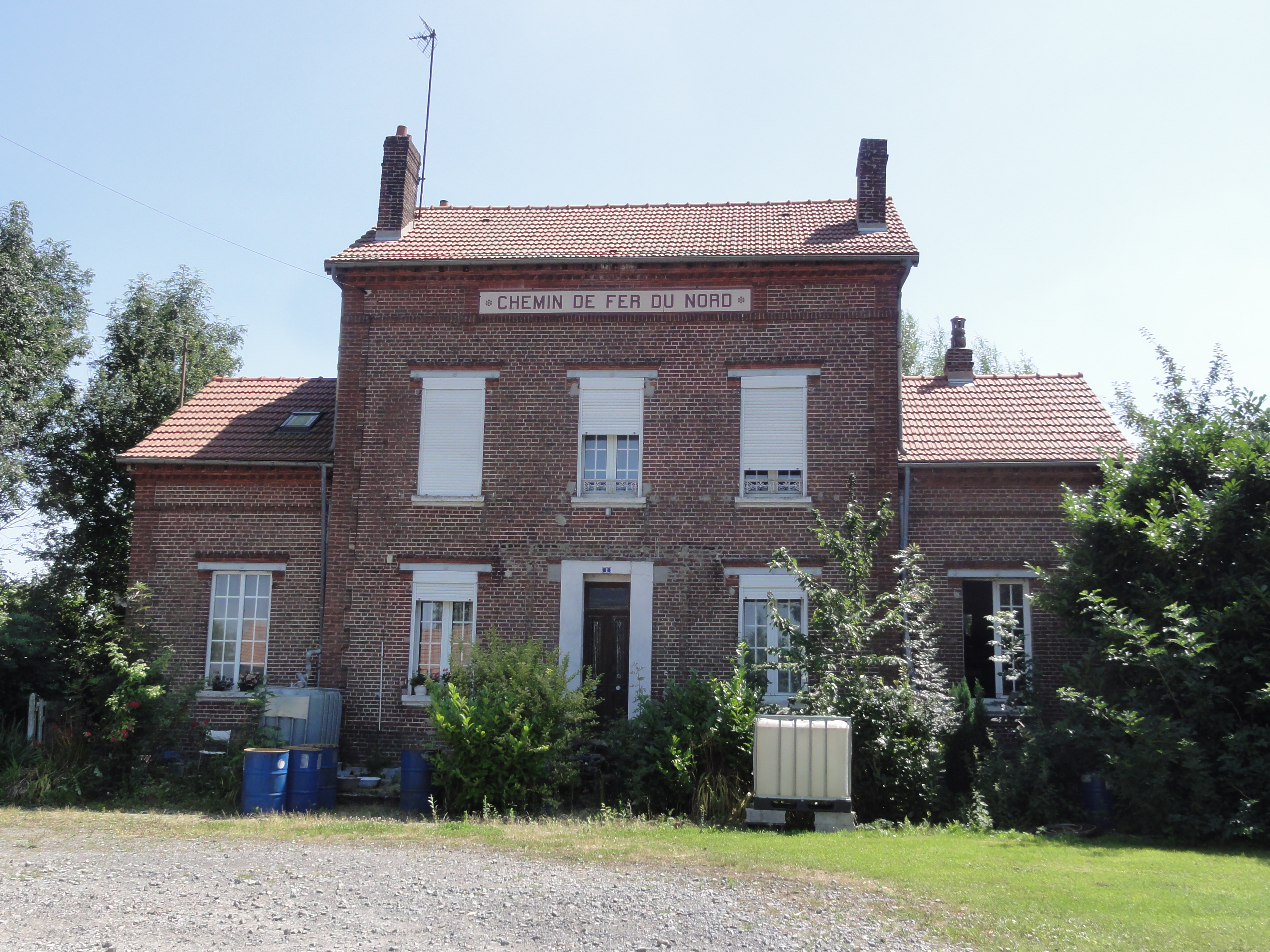
Alter Bahnhof
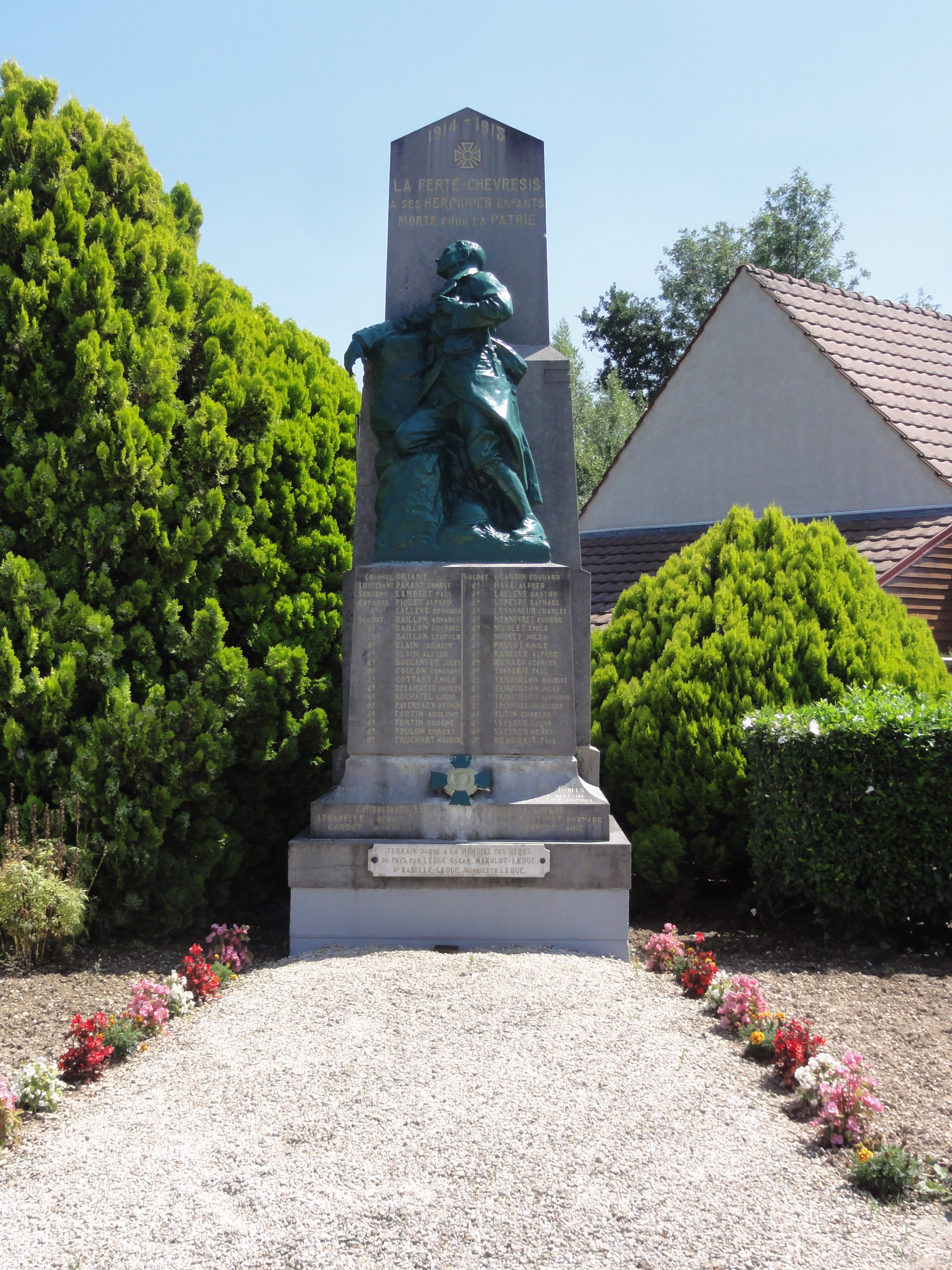
Gefallenendenkmal

- Kirche Saint-Brice
- Bildstock
- Alter Bahnhof
- Gefallenendenkmal